# Salmijärvi (sjö i Nurmes, Norra Karelen)
Salmijärvi är en sjö i kommunen Nurmes i landskapet Norra Karelen i Finland. Sjön ligger 176,9 meter över havet. Den är 5,6 meter djup. Arean är 55 hektar och strandlinjen är 7,12 kilometer lång. Sjön  ingår i Vuoksens huvudavrinningsområde.   Den ligger omkring 120 kilometer norr om Joensuu och omkring 460 kilometer nordöst om Helsingfors. 